# Chelonanthus
Chelonanthus es un género  de plantas con flores perteneciente a la familia Gentianaceae.   Comprende 28 especies descritas y de estas solo 8 aceptadas. Se distribuyen por el sur de México, Mesoamérica, Sudamérica.

## Descripción
Son hierbas anuales, rara vez sufruticosas. Tallos generalmente simples, erectos, 4-angulados y frecuentemente ligeramente alados. Hojas sésiles a cortamente pecioladas, ligeramente amplexicaules, membranáceas a subcoriáeas, pinnadamente nervadas. Inflorescencias en dicasios terminales o axilares, simples o compuestos generalmente modificados para formar agregados secundos, racemosos. Flores pediceladas con un perianto y androceo 5-partido; tubo del cáliz campanulado, los lobos aquillados, persistentes; corola infundibuliforme, ligeramente zigomorfa, blanca a amarilla o amarillo-verdosa o rara vez rosada o azulosa, el tubo giboso, los lobos erectos a patentes; estambres incluidos o ligeramente exertos con los filamentos adnatos hasta el 1/2 proximal del tubo de la corola, las anteras basalmente sagitadas y generalmente invertidas, el polen en tétradas; ovario 1-locular con placenta profundamente proyectada hacia adentro, el estilo delgado, persistente, el estigma 2-lobado. Cápsulas ovoides, septicidamente 2-valvadas; semillas pequeñas, anguladas, reticuladas.

## Taxonomía
El género fue descrito por  (Griseb.) Ernest Friedrich Gilg y publicado en Die Natürlichen Pflanzenfamilien IV(2): 98. 1895.

## Especies aceptadas
A continuación se brinda un listado de las especies del género Chelonanthus aceptadas hasta marzo de 2014, ordenadas alfabéticamente. Para cada una se indica el nombre binomial seguido del autor, abreviado según las convenciones y usos, y el nombre común en su caso.
- Chelonanthus alatus (Aubl.) Pulle - maravilla morada de Cuba[3]
- Chelonanthus albus (Spruce ex Progel) V.M.Badillo
- Chelonanthus angustifolius (Kunth) Gilg
- Chelonanthus longistylus (J.G.M.Pers. & Maas) Struwe & V.A.Albert
- Chelonanthus matogrossensis (J.G.M.Pers. & Maas) Struwe & V.A.Albert
- Chelonanthus purpurascens (Aubl.) Struwe, S.Nilsson & V.A.Albert
- Chelonanthus schomburgkii (Griseb.) Gilg
- Chelonanthus viridiflorus (Mart.) Gilg